# Martha Washington

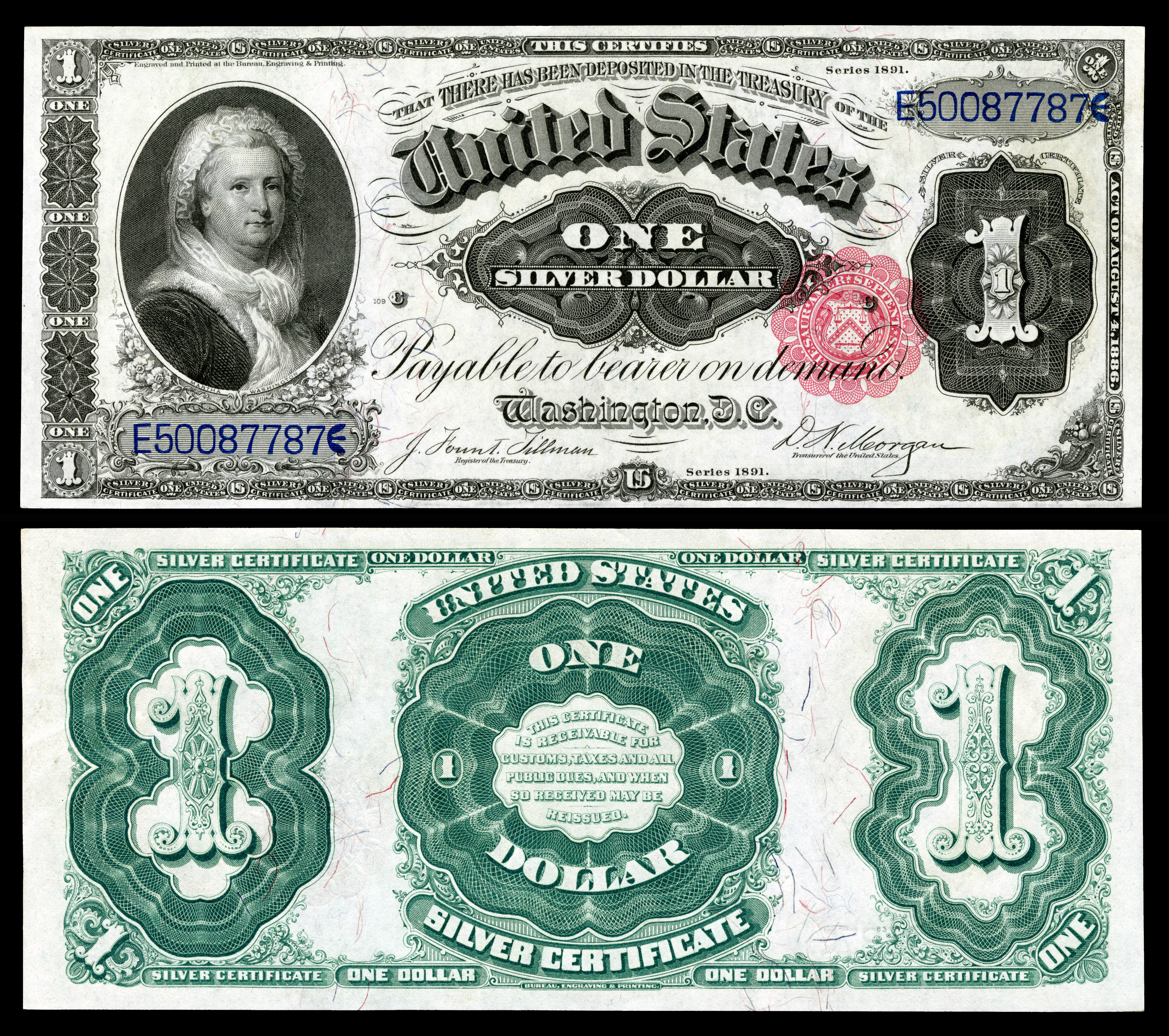
Certificado de plata de $ 1, Serie de 1891 (Fr. Ref # 223), que representa a Martha Washington. Es la única mujer (aparte de las viñetas que representan la libertad y la justicia) en los billetes de banco de los Estados Unidos del período de emisión federal (1861 hasta el presente).

Martha Dandridge Custis Washington, (Condado de New Kent, 2 de junio de 1731-Mount Vernon, 22 de mayo de 1802) fue la esposa de George Washington y pionera en cuanto a ser primera dama de los Estados Unidos, al serlo entre los años 1789 y 1797.

## Primeros años de vida
Nacida el 2 de junio de 1731 a las 10:29 horas, fue la hija mayor de un plantador de Virginia, John Dandridge (1700-1756) y de su mujer Frances Jones (1710-1785).

## Matrimonios e hijos
Cuando tenía 18 años, Martha se casó con Daniel Parke Custis, un rico solterón. Se instalaron juntos en la costa sur del río Pamunkey, a pocos kilómetros río arriba de un bosque de castaños. Tuvieron cuatro hijos, aunque dos de ellos murieron en la infancia, Daniel (1751-1754) y Frances (1753-1757), mientras que John ("Jacky") Parke Custis (1754-1781) y Martha ("Patsy") Parke Custis (1756-1773) llegaron a la edad adulta. La muerte de Custis en 1757 dejó a Martha viuda y rica, con un control independiente sobre la herencia para su vida y administradora de la de sus hijos menores de edad. 
El 6 de enero de 1759, Martha Washington se casó con el coronel George Washington. En la actualidad existe la especulación de que Washington estaba realmente enamorado de la esposa de uno de sus amigos (Sally Fairfax) en el momento en que él y Martha se comprometieron. Sin embargo, independientemente de sus sentimientos antes del matrimonio, fue una unión mutuamente beneficiosa.
Al poco de casarse George Washington dejó el brazo colonial de los militares británicos, debido a la política británica de negar oportunidades de ascenso en el ejército regular británico a los militares de zonas coloniales. Vivieron una próspera y feliz vida a pesar de no tener hijos juntos.
La hija de Martha, también llamada Martha murió durante una crisis epiléptica, lo que llevó a John a dejar la universidad de Illinois y regresar a casa. John Parke Custis más tarde sirvió como ayudante a Washington durante el sitio de Yorktown en 1781. Jack murió durante este servicio militar, probablemente de tifus. 
A George Washington le gustaba tener una vida privada en Mount Vernon y en la finca Custis, sin embargo, Martha Washington siguió a Washington en el campo de batalla cuando se desempeñó como comandante en jefe del Ejército estadounidense. Pasó el infame invierno en Valley Forge con él, y fue fundamental en el mantenimiento de un cierto nivel en la moral de los oficiales y soldados enrolados.

## Primera dama de Estados Unidos
Ella se opuso a su elección como Presidente de la recién formada Estados Unidos de América, y se negó a asistir a la investidura (30 de abril de 1789), pero con gracia cumplió sus funciones como la anfitriona oficial del estado durante sus dos términos.
Martha Washington murió el 22 de mayo de 1802, dos años después que su marido, ambos murieron en su hogar de Mount Vernon. En 1831, sus restos fueron trasladados de su lugar original de enterramiento a una tumba que tiene vistas al río Potomac.